# Vågen (Stavanger)
Vågen er en vig af Byfjorden i Stavanger centrum. Det er denne del af Byfjorden som har givet navn og udspring til byen Stavanger. Det historiske og dagens centrum ligger langs Vågen. 
Vågen bliver regnet som at gå fra Skagen-siden til Skansen på Holmen og fra Straen-siden til Sandvika. Den inderste del af Vågen blev tidligere omtalt som Kriken.
Navnet Stavanger kommer fra det norrøne navn Stafangr, som er sammensat af stafr, som betyder stav, og angr, som betyder fjord. Ifølge historikeren Knut Helle må det dreje sig om det rette fjordløb ind til Vågen, med stafr som skal vise til Valbergets bratte skrænt øst for Vågen. Bybebyggelsen er startet øst for Vågen og op mod Torget og Stavanger Domkirke.
Nu ligger der nyrenoverede tusenårssted torvet inderst i Vågen. Langs begge sider af Vågen ligger det flere pubber, barer, restauranter, hoteller, butikker og museer. Fisketorvet og "Sjøfartsmonumentet" af Arnold Haukeland ligger allerinderst. Vågen er også vigtig for flere af festivalerne som arrangeres i Stavanger, blandt andet sandvolleyballturneringen, Gladmatfestivalen og Stavanger2008-arrangementer.
Vågen er normalt isfri, og kun to gange i løbet af 1900-tallet er den frosset til.

## Museer langs Vågen
Stavanger Sjøfartsmuseum ligger ved Rosenkildetorget inderst i Vågen. Norsk Hermetikkmuseum holder til i en tidligere hermetikfabrik i Øvre Strandgate 88 i bydelen Gamle Stavanger på vestsiden af Vågen. Det norske utvandrersenteret ligger i Vågen i Stavanger, fordi det var her i fra at sluppen Restauration sejlede med de første emigranter 4. juli 1825 til Amerika. Andre seværdigheder langs Vågen er Gamle Tollbod i Nedre Strandgate, Tollboden (Stavanger), Victoria Hotel og ikke mindst symbolet på Vågen, Valbergtårnet.

## Torvbrygga
Brygga inderst i Vågen har sandsynligvis fra middelalderen og hørte til Kongsgård. I overleverede kilder fra 1600-tallet omtales den som "Gårdsbryggen". Senere bliver den omtalt som "Torvbryggen". Det har været diskuteret om Bispebryggen som omtales i 1297 var det samme som Gårdsbryggen eller Bispebryggen i Østervåg. Mest sandsynligt var Bispebryggen i 1297 på torvet.
Omkring 1850 var Torvbryggen en træbrygge som var ca. 8 alen bred og omkreds 20 alen. I 1867 var den nye stenbrygge færdig. Torvbryggen blev bygget i T-form. Der var trapper på begge sider af "T'et", men ikke på "tværstregen øverst". Torvbryggen var forsynet med to flagstænger, to gaslygter og et lille rækværk. Senere blev der tre flagstænger – for byens flag, unionsflaget og Norges flag.
Kajene omkring Vågen blev udbygget i begyndelsen af 1900-tallet. Dagens kajfront inderst i Vågen er flyttet 25 meter ud efter 1800-tallet. Undersøgelser i 2004 viste et stendække fire-fem meter udenfor kajfronten i selve Vågsbunden. Dette er sandsynligvis en fyldning som blev lagt i forbindelse med kajudvidelsen i begyndelsen af 1900-tallet. Inderst i Vågen var det tidligere meget lavvandet, særligt i den vestlige del. Større skibe kunne ikke gå ind i Vågen, hvor dybden varierede mellem en og to meter, og de har givetvis omlastet i Vågen eller også har større skibe lagt til Holmen eller Østervåg. 
Ud fra Michael Leegaards kortlægning i 1898 som grundlag for udvidelsen af kajene omkring Vågen, er det muligt at danne sig et billede af de gamle sejlforhold og bebyggelserne langs vandet.
Landhævningen har sandsynligvis været fra 0,2 til 0,6 meter fra 1200-tallet og frem til i dag.

## Galleri
- Fiskehandel på Torvbrygga tidligt i 1950'erne
- Vågen i Stavanger set fra torvet.
Foto: 2005
- Udsigt fra inderst i Vågen. Skulpturen er del af Antony Gormleys projekt "Iron: Man".
Foto: 2005